# Francolise
Francolise là một đô thị tại tỉnh Caserta trong vùng Campania của Ý. Đô thị này nằm 40 km về phóa tây bắc thành phố Napoli và khoảng 25 km về phía tây bắc Caserta. Tại thời điểm ngày 31 tháng 12 năm 2004, Francolise có 4.918 dân và diện tích 40,7 km².
Francolise giáp các đô thị: Calvi Risorta, Carinola, Falciano del Massico, Grazzanise, Pignataro Maggiore, Sparanise, Teano.